# Gjogsul
Il Gjogsul è un'arte marziale praticata nella Corea del Nord, all'interno dell'Esercito Popolare Coreano. È stato anche introdotto come parte dell'addestramento militare in alcuni paesi del Patto di Varsavia.

## Storia
Le radici del Gjogsul assomigliano alle origini del Taekyon (in seguito: Taekwondo). Il Gjogsul come sistema indipendente si è sviluppato solo all'inizio del XX secolo. A quel tempo, la Corea era sotto il dominio coloniale giapponese. Per la lotta contro l'Impero giapponese, era necessario un sistema di combattimento ravvicinato imparabile con cui si poteva combattere vittoriosamente contro i nemici meglio equipaggiati e dotati di armi moderne. I soldati coreani, quasi disarmati, spesso con una lotta impari dovevano sottrarre le armi al nemico e riutilizzarle. Quindi svilupparono molte nuove tecniche, in particolare tecniche di difesa contro avversari armati, nonché tecniche di attacco con queste armi.
Ufficialmente, l'anno 1926 è riconosciuto come la data di origine del Gjogsul. A quel tempo, Kim Il-sung e i suoi seguaci della Resistenza coreana stavano sviluppando queste speciali tecniche di corpo a corpo per combattere con successo i giapponesi. Importante nel Gjogsul è che tutte le posizioni, i movimenti e le tecniche si sono sviluppate nella pratica e hanno dimostrato la loro efficacia in combattimento.
Il Gjogsul ricevette ulteriore impulso sostanziale dalla guerra di Corea dal 1950 al 1953, durante il quale le tecniche di combattimento ravvicinato dimostrarono la loro efficacia contro i soldati americani fisicamente superiori.
A causa della difficile situazione politica e militare sulla linea di demarcazione tra Nord e Sud Corea, lo sviluppo del Gjogsul non si è fermato fino ad oggi.

### Gjogsul nella RDT
Il Gjogsul arrivò nella Germania dell'Est nel 1988, quando il colonnello generale Horst Stechbarth, amico personale di Kim Il-sung, ottenne l'invio di istruttori dell'esercito popolare nordcoreano per l'addestramento e rese possibile un corso di tre settimane nella RDT. In precedenza, il sistema era già stato introdotto con successo nelle forze armate della Repubblica Popolare Polacca.
I soldati della NVA svilupparono cosi ulteriormente il combattimento corpo a corpo e introdussero il sistema nel suo complesso come parte integrante dell'addestramento, specialmente nelle unità speciali e paracadutisti.